# Jantor
Jantor – lodowisko w Katowicach.

## Historia
Autorem projektu budynku był Zygmunt Fagas. Pierwotnie w latach 1962-1964 wybudowano dla klubu halę sportową z lodowiskiem. W 1982 na miejscu starego obiektu powstało lodowisko Jantor II. Zostało oddane 2 grudnia 1982 z przeznaczeniem dla łyżwiarzy trenujących wyczynowo oraz dla młodzieży na ślizgawki. Oba obiekty połączono wtedy korytarzem. Znajduje się w Nikiszowcu, w dzielnicy Janów-Nikiszowiec. Właścicielem lodowiska jest Miasto Katowice, zaś zarządza nim Miejski Ośrodek Sportu i Rekreacji w Katowicach. Na lodowisku mecze rozgrywa drużyna hokejowa Naprzód Janów.

## Dane
- wymiary tafli lodowiska: 30 × 60 m³
- liczba widzów na trybunach: 600 (wszystkie miejsca siedzące)